# Кузнецов, Эфраим Еремеевич
Эфраи́м Ереме́евич Кузнецо́в (5 (17) июля 1913 года, Верхнеудинск, Забайкальская область, Российская империя — 1 сентября 1987, Иркутск, СССР) — участник Великой Отечественной войны, начальник штаба 1270-го стрелкового полка 385-й стрелковой дивизии 49-й армии 2-го Белорусского фронта, майор. Дважды за разные подвиги представлялся к званию Героя Советского Союза.

## Биография
Родился в 1913 году в городе Верхнеудинске (ныне Улан-Удэ, Бурятия).
В Красной Армии в 1935—1937 гг., май—ноябрь 1939 г. и с декабря 1941 г.
С 27 декабря 1941 года участник Великой Отечественной войны. Воевал в 385-й стрелковой дивизии командиром пулемётной роты, затем помощником начальника 1-го отделения штаба дивизии. 6 марта 1942 год у деревни Казарь Сухиничского района Калужской области был ранен. 27 сентября 1942 года старший лейтенант Кузнецов был награждён медалью «За боевые заслуги».
Член ВКП(б) с декабря 1942 года.
В октябре 1943 года будучи помощником начальника штаба 1266-го стрелкового полка 385-й стрелковой дивизии капитан Кузнецов отличился при форсировании реки Сож и захвате крупного железнодорожного узла Кричев, за что был награждён орденом Красной Звезды.
В июне 1944 года в той же должности, находясь непосредственно в боевых порядках стрелкового батальона 1266-го стрелкового полка, преследовавшего противника, лично руководил им и в числе первых форсировал реку Реста. В дальнейшем при форсировании реки Днепр пятым бросился в реку, вплавь достиг правого берега и повёл переправившихся бойцов на штурм вражеской обороны, — отчаянное сопротивление врага было сломлено с большими для него потерями. За этот подвиг командиром 1266-го стрелкового полка Коноваловым был представлен к  званию Героя Советского Союза, командование 385-й стрелковой дивизии и 49-й армии поддержали это представление, но командование 2-го Белорусского фронта  понизило награду до ордена Красного Знамени, которым он и был награждён 9 августа 1944 года.
13 сентября 1944 года   в должности начальника штаба 1270-го стрелкового полка  385-й стрелковой дивизии умело организовал действия полковых подразделений, которые успешно захватили город-крепость Ломжа (Польша), за что был представлен к ордену Красного Знамени, но приказом по 49-й армии от 17.10.1944 был награждён орденом Отечественной войны 2-й степени.
В январе 1945 года 1270-й стрелковый полк 385-й стрелковой дивизии прорвал оборону противника на реке Омуля у населённого пункта Пассенхайм (Восточная Пруссия), после чего захватил город Бишофсбург, за что начальник штаба полка был представлен к ордену Красного Знамени, но награда вновь была понижена и приказом по 49-й армии от 09.05.1945 Кузнецов был награждён орденом Отечественной войны 2-й степени.
В наступательном бою с 18 по 24 апреля 1945 года при форсировании реки Одер и очищения дамбы от противника начальник штаба 1270-го стрелкового полка  385-й стрелковой дивизии майор Кузнецов лично руководил переправой людей и материальной части. Переправив батальоны, обеспечил их боеприпасами и согласовал ведение огня артиллерией и миномётами с приданными и поддерживающими подразделениями. 19 апреля 1945 года полк, благодаря его правильному руководству, штурмом отбросил противника на западный берег реки Одер у города Шведт, овладел двумя мостами и за три дня отразил 11 контратак противника, не дав возможность противнику отвоевать захваченный у него рубеж. За этот подвиг Э. Е. Кузнецов командиром 1270-го стрелкового полка полковником Р. А. Охотиным представлен к званию Героя Советского Союза (вторично за время войны). Командир 385-й стрелковой дивизии генерал-майор М. Ф. Супрунов поддержал данное представление, но командир 70-го стрелкового корпуса генерал-лейтенант В. Г. Терентьев  не утвердил его, и приказом по 49-й армии за № 77 от 21 мая 1945 года Кузнецов был награждён орденом Красного Знамени.
После войны уволился в запас, проживал в Иркутске где возглавлял лесокомбинат, который позже был преобразован в Иркутскую мебельную фабрику. В 1987 году Эфраим Кузнецов уволился со своего последнего места работы в строительном отделе Свердловского райсовета города Иркутск. За трудовые отличия был награждён двумя орденами и медалями.
Умер 1 сентября 1987 года. Похоронен в Иркутске.

## Награды
- три ордена Красного Знамени (03.08.1944[7], 11.08.1944[8], 21.05.1945[9])
- орден Отечественной войны I степени (06.04.1985)[10]
- два ордена Отечественной войны II степени (17.10.1944[11], 09.05.1945[12])
- орден Трудового Красного Знамени
- орден Красной звезды (06.11.1943)[13]
- орден «Знак Почёта»
  - Медали СССР, в т.ч.:
  - «За боевые заслуги» (27.09.1942)[14]
  - «За оборону Москвы» (1944)[8]
  - «За Победу над Германией в Великой Отечественной войне 1941—1945 гг.» (1945)[8]
  - «За взятие Кёнигсберга» (1945)[8]
  - «Ветеран труда»

## Память
- Документы и награды героя войны Эфраима Кузнецова экспонируются в Музее истории города Иркутска имени А.М. Сибирякова.